# Preußische G 12.1
Die Gattung G 12.1 der Preußischen Staatseisenbahnen war die größte preußische Güterzuglokomotive mit der Achsfolge 1'E. Sie besaß drei Zylinder, die beiden äußeren wirkten auf die dritte Achse, der innere auf die zweite. Weitgehend baugleich bestellten die Königlich Sächsischen Staats-Eisenbahnen ihre Reihe XIII H.

## Preußische G 12.1
Schon im Jahr 1913 war Bedarf an einer stärkeren Güterzuglokomotive in einigen Direktionen der Preußischen Staatsbahn vorhanden. Durch den Ersten Weltkrieg stieg er noch; gleichzeitig verzögerte sich aber die Lieferung der ersten Lok durch die Henschel-Werke bis 1915.
Zwischen 1915 und 1917 wurden 21 Fahrzeuge für Preußen und 12 für die Reichseisenbahnen in Elsaß-Lothringen gebaut. Alle Lokomotiven wurden von Henschel gebaut. Die preußischen Loks gingen an die Direktionen Erfurt, Cassel und Saarbrücken. Die Weiterbeschaffung wurde dann zugunsten der G 12 eingestellt.
Die Deutsche Reichsbahn übernahm 15 Fahrzeuge aus Preußen als Baureihe 58.0 und wies ihnen die Betriebsnummern 58 001–015 zu. Die meisten Lokomotiven wurden bis 1935 ausgemustert. 58 002 und 005 blieben im Bestand der Deutschen Reichsbahn. Als letzte wurde die 58 005 im Jahr 1957 ausgemustert.
Die elsaß-lothringischen Maschinen wurden nach dem Ersten Weltkrieg um fünf ehemals preußische G 12.1 verstärkt und vor schweren Kohle- und Erzzügen eingesetzt. Die SNCF bezeichnete sie als 150-B-546 bis 562 und verschrottete sie bis 1955.
Die Fahrzeuge waren mit Schlepptendern der Bauart pr 2’2’ T 21,7 ausgestattet.

## Sächsische XIII H
Die Königlich Sächsischen Staats-Eisenbahnen ließ 1917 bei Hartmann 20 Lokomotiven nach dem Vorbild der Preußischen G 12.1 bauen. Die als Gattung XIII H bezeichneten Fahrzeuge wurden gegenüber dem Vorbild an vielen Stellen verstärkt, erhielten eine vergrößerte Gesamtheizfläche, eine vergrößerte Überhitzerheizfläche sowie eine neue Verrohrung. Sie wurde damit schwerer als die preußischen Lokomotiven. Mit einer Dienstmasse von 101,1 t war sie die erste deutsche Güterzuglokomotive über 100 t. Als Schlepptender wurde die Bauart sä 2'2' T 21 verwendet.
Die 20 Lokomotiven erhielten die Bahnnummern 1165–1184. Nach dem Ersten Weltkrieg mussten sechs Exemplare als Reparationsleistung an Frankreich abgegeben werden. Die Deutsche Reichsbahn übernahm die verbleibenden 14 Fahrzeuge als Baureihe 58.1 mit den Betriebsnummern 58 101–114.
Bis Mitte der 1930er Jahre schieden die deutschen Lokomotiven aus dem Bestand. Während des Zweiten Weltkriegs gelangten die von der SNCF als 150 D 201 bis 150 D 206 bezeichneten Maschinen als sogenannte Leihlokomotiven zurück nach Sachsen. Sie blieben nach dem Krieg bei der DR und wurden 1951 ausgemustert.
Wie auch Preußen beschaffte Sachsen nach dem Erscheinen der Preußischen G 12 nur noch diese Nachfolgebauart, die ebenfalls als Gattung XIII H bezeichnet wurde.